# John Rabe
John Rabe, właśc. Heinrich Detlef Rabe (ur. 23 listopada 1882 w Hamburgu, zm. 5 stycznia 1950 w Berlinie) – niemiecki przedsiębiorca, członek NSDAP. Zasłynął jako obrońca ludności chińskiej w czasie masakry nankińskiej w 1937/1938 roku. Pomógł stworzyć specjalną strefę zdemilitaryzowaną o nazwie „Nankińska Strefa Bezpieczeństwa”, która uchroniła około 200 000 nankińczyków przed śmiercią w czasie masakry. Zwany jest czasami „Oskarem Schindlerem Azji” lub „Dobrym Niemcem z Nankinu”.

## Życiorys

### Młodość
Urodził się w Hamburgu w Niemczech. Otrzymał wykształcenie handlowe. W latach 1903–1906 przebywał w Afryce. W 1908 roku wyjechał do Chin, gdzie w latach 1910–1938 pracował dla Siemens AG China Corporation w Mukdenie, Pekinie, Tiencin, Szanghaju i pod koniec w Nankinie.

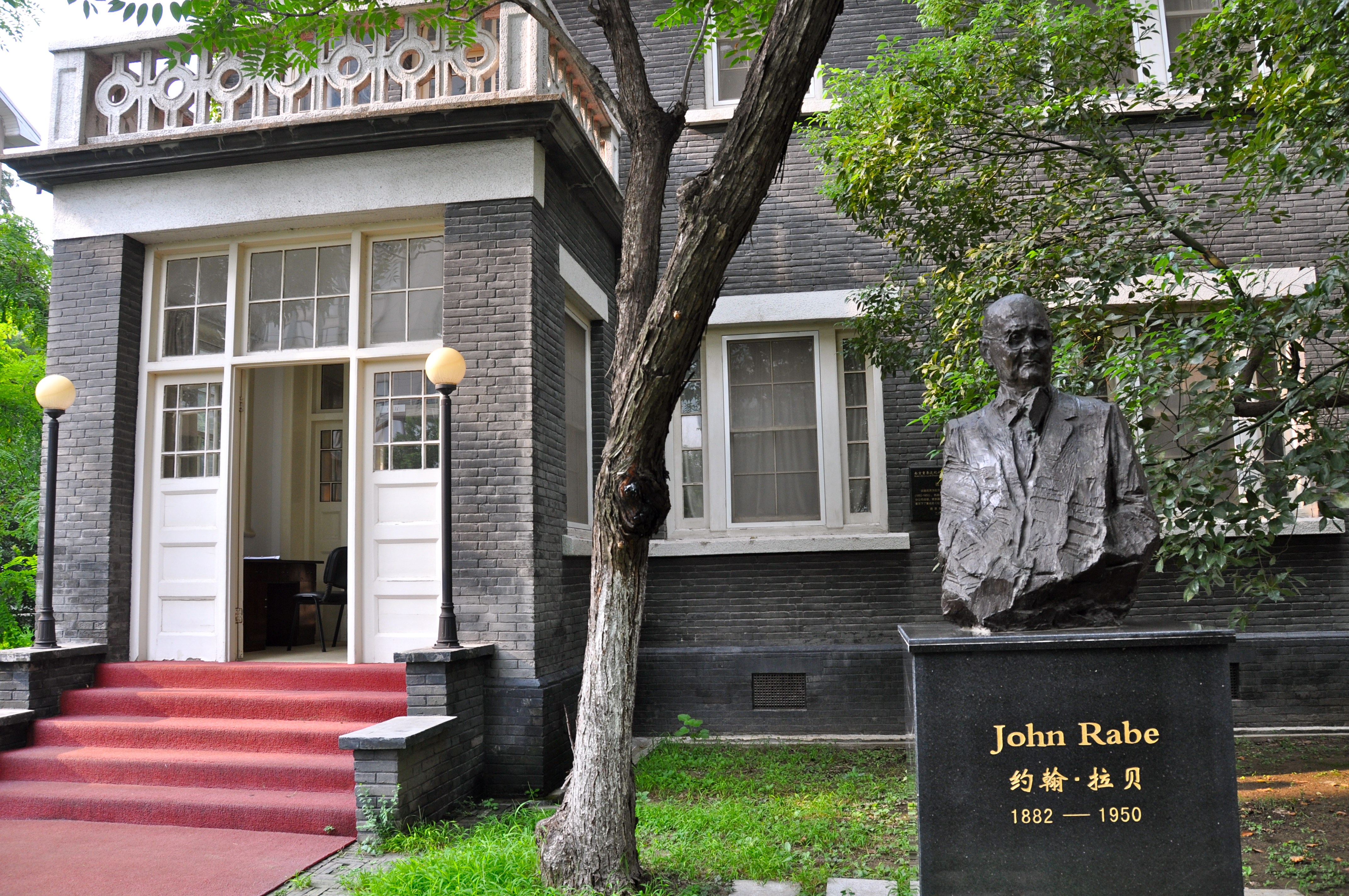
John Rabe and International Safety Zone Memorial Hall

### Śmierć i upamiętnienie
Zmarł 5 stycznia 1950 roku, z powodu udaru mózgu. W 1997 jego nagrobek został przeniesiony z Berlina do Nankinu, gdzie został postawiony na honorowym miejscu upamiętniającym działalność Rabego obok jego nankińskiej rezydencji. Miasto Nankin przekazało w to miejsce popiersie z brązu. 11 grudnia 2013 poświęcono nowy nagrobek przekazany przez Chiny.
W 2005 roku dawny dom Rabego w Nankinie został odremontowany i od 2006 roku mieści się w nim siedziba „John Rabe and International Safety Zone Memorial Hall”.
W 2009 roku powstał film biograficzny John Rabe.